# FC Casa Benfica
Constellacio Minho FC Casa Benfica – nieistniejący klub piłkarski z Andory z siedzibą w Andorra la Vella.